# Gómara

Localização de Gómara

Gómara é um município da Espanha na província de Sória, comunidade autónoma de Castela e Leão, de área 68,27 km² com população de 407 habitantes (2006) e densidade populacional de 5,96 hab/km².

## Demografia
| Variação demográfica do município entre 1991 e 2004 | Variação demográfica do município entre 1991 e 2004 | Variação demográfica do município entre 1991 e 2004 | Variação demográfica do município entre 1991 e 2004 |
| --------------------------------------------------- | --------------------------------------------------- | --------------------------------------------------- | --------------------------------------------------- |
| 1991                                                | 1996                                                | 2001                                                | 2004                                                |
| 643                                                 | 546                                                 | 448                                                 | 426                                                 |